# Wattasydzi

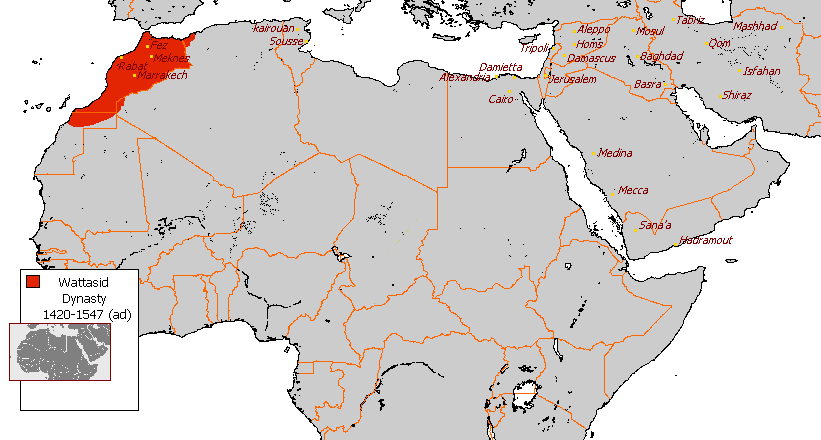
Ziemie we władzy Wattasydów u szczytu potęgi

Wattasydzi (arab. وطاسيون) – dynastia sułtanów panujących w Maroku w latach 1472–1549. 
Wattasydzi byli Berberami z grupy plemion Zanata. W XII wieku przedostali się z Trypolitanii na tereny wschodniej Algierii. W Maroku, za czasów dynastii Marynidów, urośli w siłę jako wezyrzy, a po obaleniu sułtana Abu Inana Farisa w 1358 roku mieli decydujący wpływ na politykę w kraju oraz wynoszenie na tron i odsuwanie od władzy kolejnych marynidzkich sułtanów.
Panujący w XV wieku marynidzki sułtan Abdulhak II próbował ograniczyć wpływy Wattasydów, został jednak wkrótce obalony i po okresie anarchii na marokańskim tronie w 1472 roku zasiadł Muhammad asz-Szajch al-Mahdi – pierwszy sułtan z dynastii Wattasydów.
Władza Wattasydów nie została jednak powszechnie zaakceptowana przez marokańskie plemiona. Wśród Beduinów i Berberów dynastia ta cieszyła się niewielkim autorytetem. Szczególnie w południowym Maroku dochodziło do buntów, a w siłę rośli lokalni przywódcy plemienni. 
Słabość wattasydzkiego dworu wykorzystali Portugalczycy, którzy zajęli w tym czasie wiele portów nad Atlantykiem i próbowali rozszerzyć swoje wpływy na resztę kraju. Po zajęciu przez nich Tangeru w 1471 roku wattasydzki sułtan Muhammad asz-Szajch al-Mahdi, nie mogąc walczyć na dwóch frontach, zdecydował się na zawarcie zawieszenia broni z Portugalią. 
Posunięcie to przysporzyło mu jednak dalszych wrogów wśród berberskich plemion i przyczyniło się do wzrostu potęgi Saadytów, którzy zdołali wypędzić Portugalczyków z większości portów, a w 1549 roku zająć Fez i obalić wattasydzkiego sułtana Abu al-Abbasa Ahmada. Wattasydzi zdołali jeszcze przejściowo odzyskać tron w 1554 roku pod rządami Abu Hassuna, jednak jeszcze w tym samym roku władzę w kraju odzyskał saadycki sułtan Muhammad asz-Szajch.

## Dynastia Wattasydów
Do 1459 roku dynastia wezyrów:
- 1420–1448: Abu Zakarija Jahja
- 1448–1458: Ali ibn Jusuf
- 1458–1459: Jahja ibn Abu Zakarija Jahja

Sułtani Maroka:
- 1472–1505 Muhammad asz-Szajch al-Mahdi
- 1505–1524 Muhammad al-Burtukali
- 1524–1545 Abu al-Abbas Ahmad ibn Muhammad (po raz pierwszy)
- 1545–1547 Muhammad al-Kasri
- 1547–1549 Abu al-Abbas Ahmad ibn Muhammad (po raz drugi)
- 1549–1554 - panowanie Muhammada asz-Szajcha z dynastii Saadytów
- 1554 - Abu Hassun ibn Muhammad (regent)